# 保定站
保定站（原名保定府站）位于中华人民共和国河北省保定市莲池区裕华路，距北京丰台站135公里，距广州站2148公里，是京广铁路上的一座铁路车站，隶属于中国铁路北京局集团北京车务段，现为一等站。保定站铺设10股到发线，建5座站台，其中最宽可达12米，目前每天有120余列列车在保定火车站停靠。

## 历史
- 1899年：保定府站建成启用[5][6]
- 1937年：改名为清苑县站[7]
- 抗日战争後：改为保定站[7]
- 1957年9月15日东站房（旧站）开通运营
- 1997年：保满铁路停止客运列车行驶[8]
- 1998年5月：開始改建工程[8]
- 1999年9月：改建工程竣工[8]
- 2010年：车站改扩建（新站）工程开始，建设总费用为7.9亿元
- 2012年12月：西站房西广场完成改建，开始东站房拆除重建工作

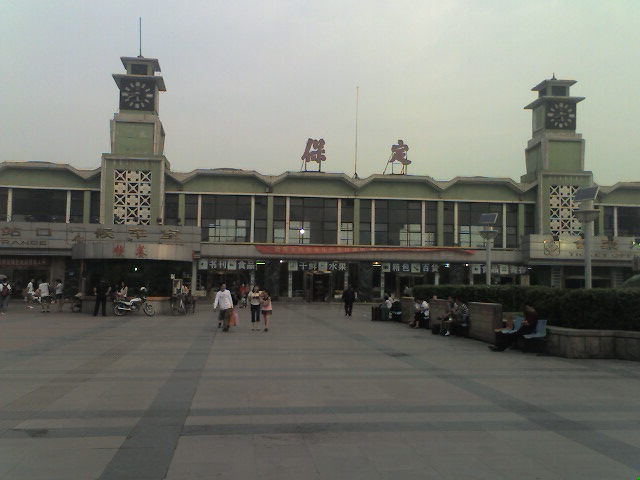
车站站房（2009年）
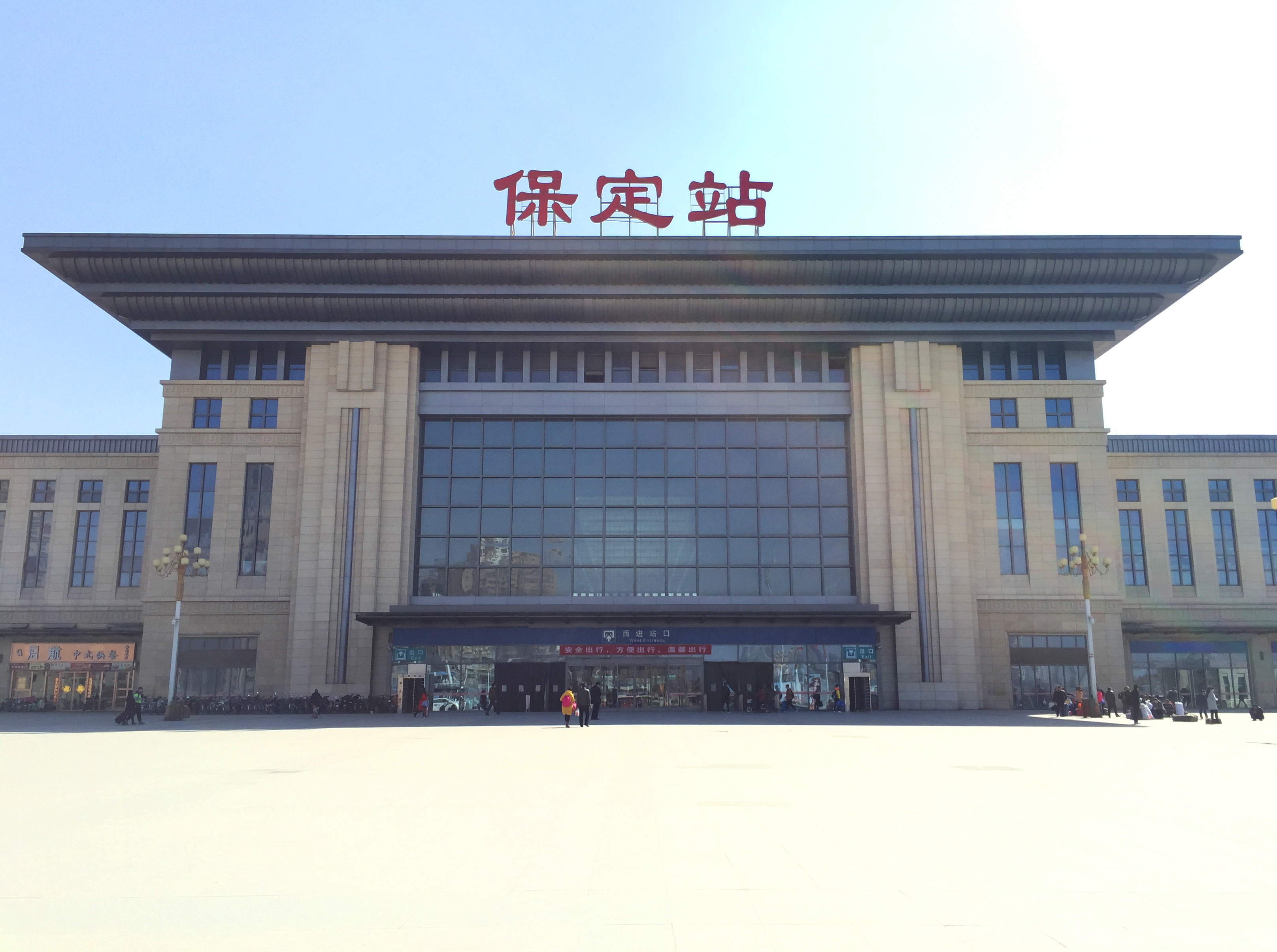
西站房（竞秀区一侧）
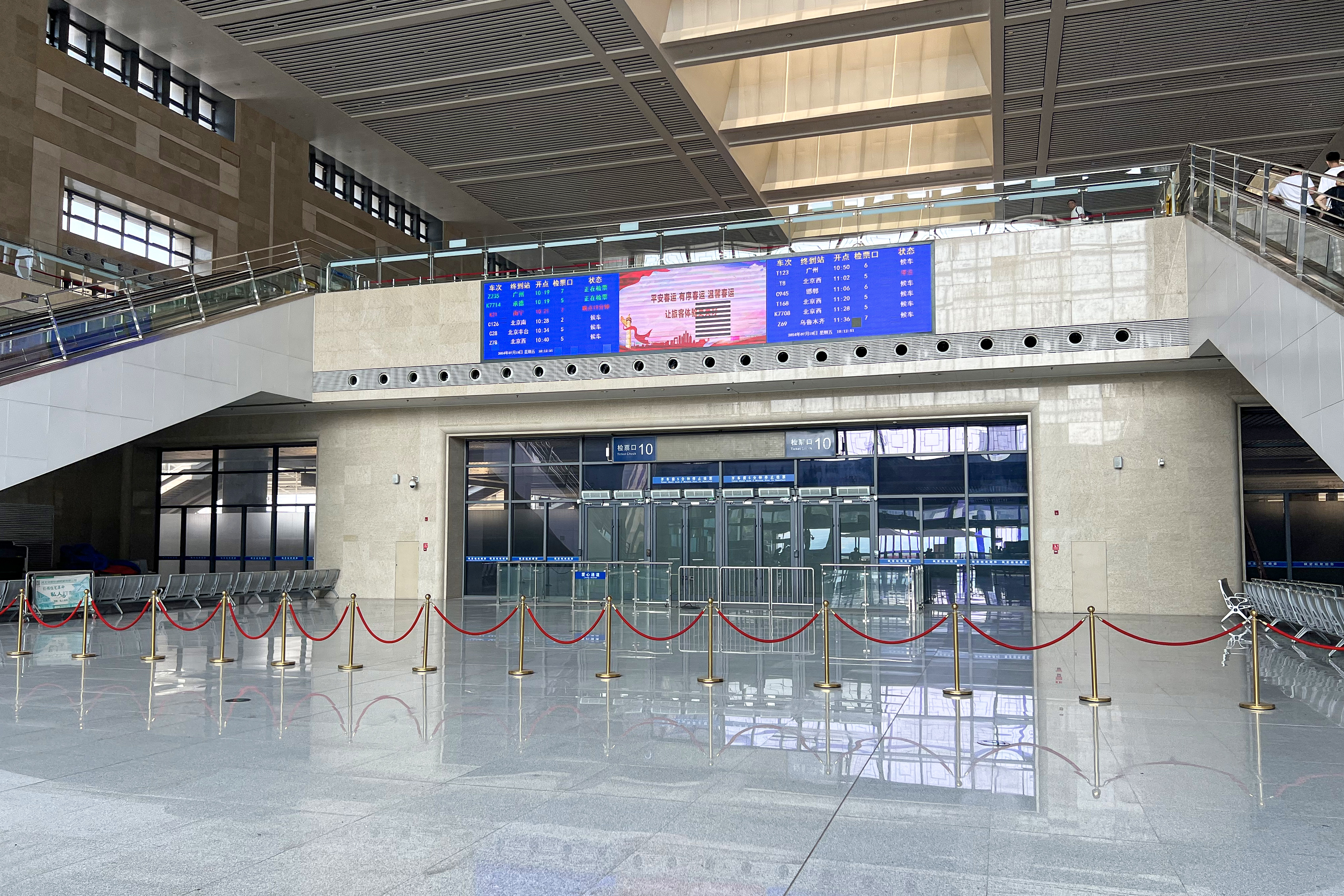
东进站大厅
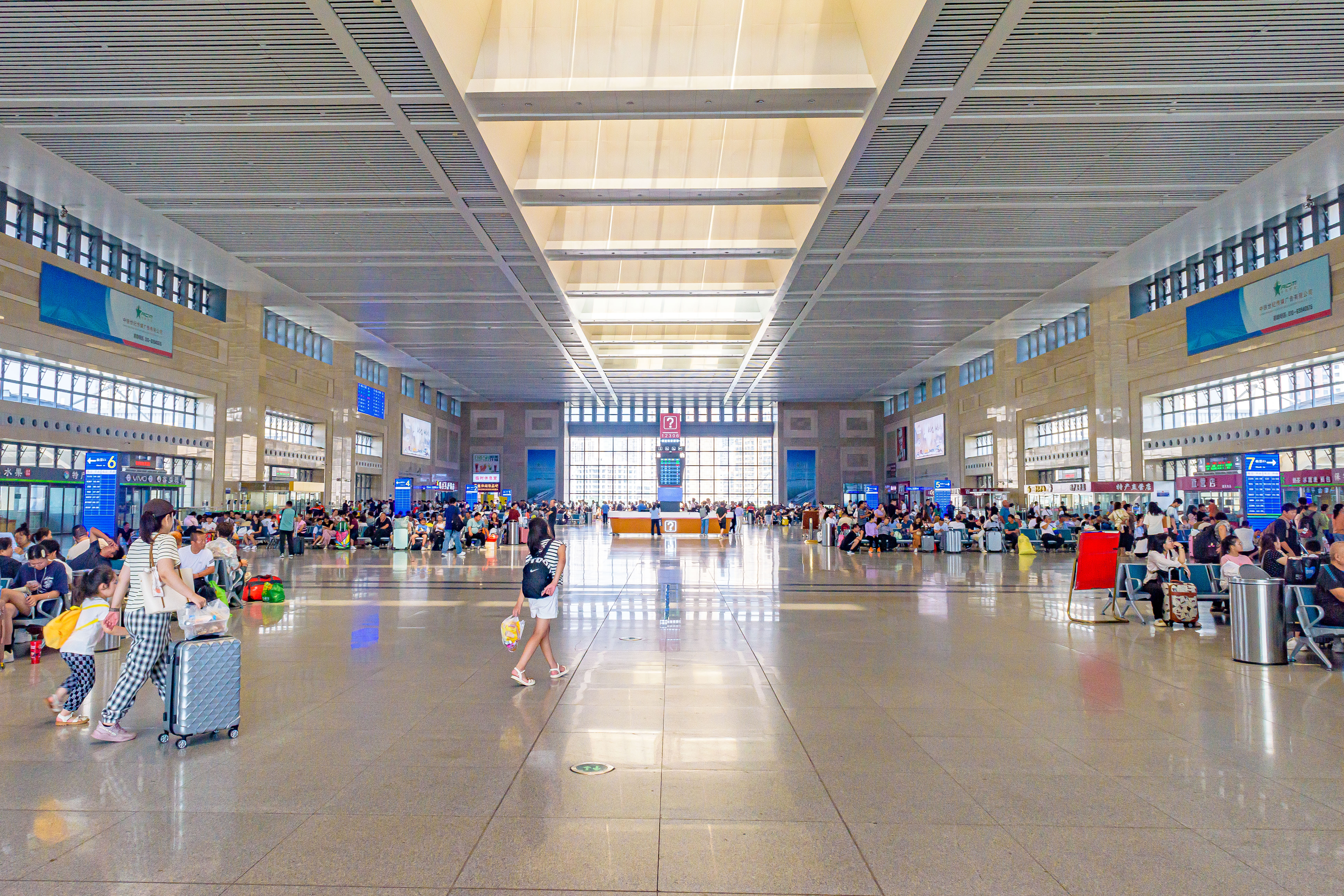
候车室
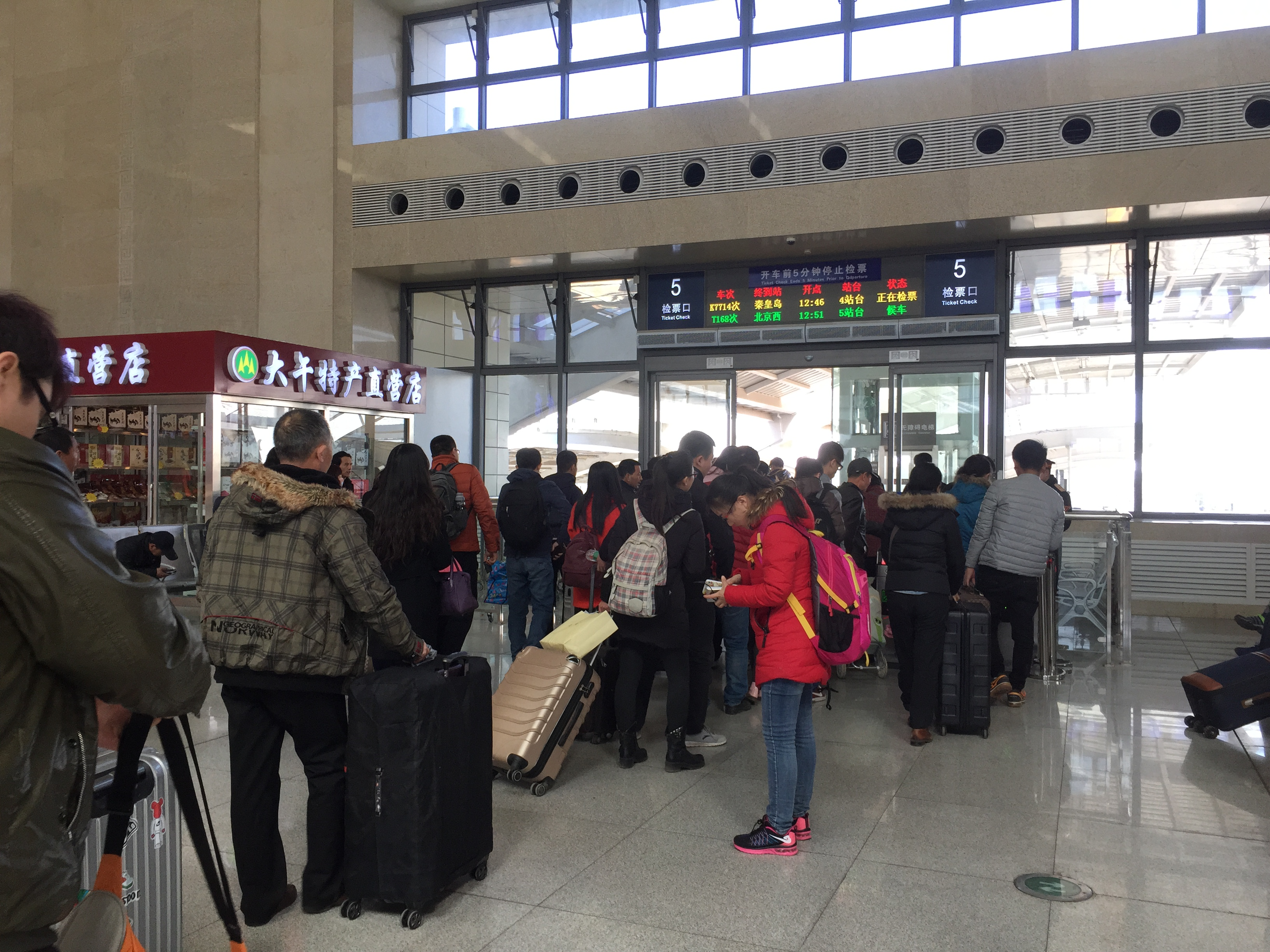
5号检票闸口

## 站线布置

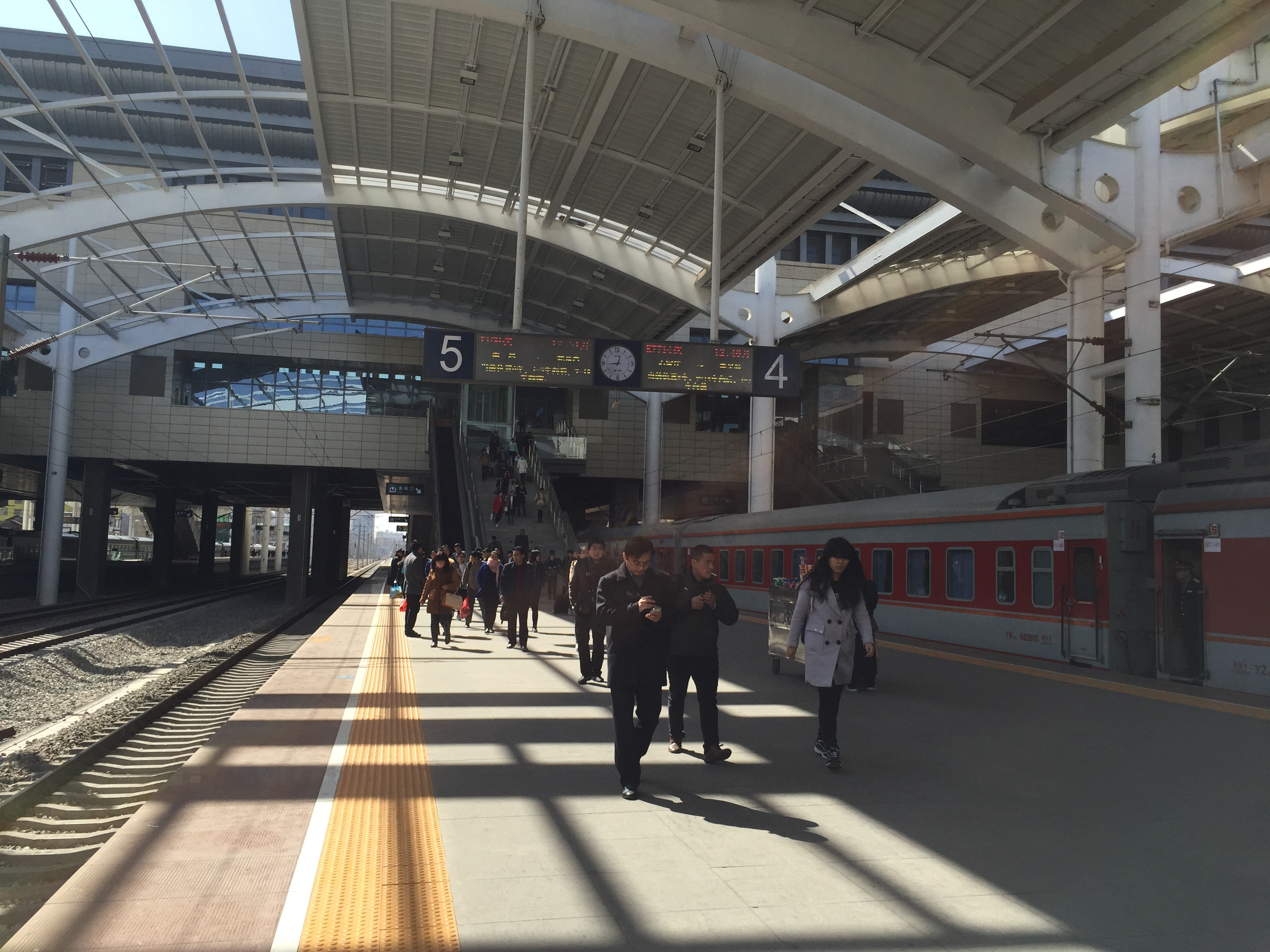
保定站4、5站台

保定站由西向东设有5个站台（8个站台面），其中1、8站台为侧式站台，其余为岛式站台，站台上方为雨棚及高架候车室。
| 西                                  |         |         |
| 1号站台                             |         |         |
| 到发线（12道）                      |         |         |
| 到发线（10道）                      |         |         |
| 2号站台 3号站台                     |         |         |
| 到发线（8道）                       |         |         |
| 到发线（6道）                       |         |         |
| 4号站台 5号站台                     |         |         |
| 到发线（4道）                       |         |         |
| 京广线上行正线（II道）北京丰台方向→ |         |         |
| ←京广线下行正线（I道）广州方向      |         |         |
| 到发线（3道）                       |         |         |
| 6号站台 7号站台                     |         |         |
| 到发线（5道）                       |         |         |
| 到发线（7道）                       |         |         |
| 东                                  | 8号站台 | 8号站台 |

## 旅客列车目的地
| 列车所属路局           | 目的地                                                                                             |
| ---------------------- | -------------------------------------------------------------------------------------------------- |
| 中国铁路北京局集团     | 北京、北京南、北京西、长沙、承德、重庆、邯郸、昆明、秦皇岛、石家庄、天津、西安、西宁、银川、张家口 |
| 中国铁路成都局集团     | 北京西、成都西、重庆北、贵阳、攀枝花南                                                             |
| 中国铁路广州局集团     | 北京、怀化、张家界                                                                                 |
| 中国铁路哈尔滨局集团   | 广州白云、哈尔滨西、邯郸                                                                           |
| 中国铁路呼和浩特局集团 | 包头、北京西、广州白云、南昌西                                                                     |
| 中国铁路昆明局集团     | 北京西、昆明                                                                                       |
| 中国铁路兰州局集团     | 北京西、兰州                                                                                       |
| 中国铁路南昌局集团     | 北京、北京西、南昌                                                                                 |
| 中国铁路南宁局集团     | 北京西、桂林北、南宁、湛江                                                                         |
| 中国铁路青藏集团       | 北京西                                                                                             |
| 中国铁路沈阳局集团     | 长春、广州白云、昆明、沈阳北                                                                       |
| 中国铁路乌鲁木齐局集团 | 北京西、乌鲁木齐南                                                                                 |
| 中国铁路武汉局集团     | 北京西、恩施、十堰、周口                                                                           |
| 中国铁路西安局集团     | 宝鸡、北京西、汉中、天津、西安                                                                     |
| 中国铁路郑州局集团     | 北京西、洛阳、南阳、郑州                                                                           |